# 馬贊德蘭納薩基足球會
納薩基馬贊德蘭足球會(波斯語：باشگاه فوتبال نساجی مازندران)，一般簡稱「馬贊德蘭紡織」，是一家位於馬贊德蘭的伊朗足球會。隊名نساجی取自波斯語中的「紡織」，為紀念球隊在馬贊德蘭紡織廠的支持下成立。

## 歷史
馬贊達蘭紡織厂於 1959 年在卡姆沙赫爾 (Qaem Shahr) 建立了俱樂部，於1988 年進入聖城盃(Qods Cup)，不久之後他們於1991年進入頂級聯賽阿扎德甘聯賽 (Azadegan League )，並一直是該級別的有力競爭者，直到1995年。

## 顏色
海軍藍顏色是紡織隊制服的第一個顏色，靈感來自紡織廠工人制服的顏色，後來與紅色相結合，有時也改為這種顏色，紅色一直是紡織隊的主要顏色和象徵。多年來該隊第二球衣的紡織和海軍顏色。